# Cykelbana
En cykelbana är en väg eller del av en väg som enligt trafikregler är avsedd för cykeltrafik och trafik med moped klass II. Syftet med cykelbanor är att separera cykeltrafik från motorfordonstrafik och gående för att förbättra säkerheten och framkomligheten för alla trafikanter.

## Definition
Enligt Konvention om vägtrafik (Wien, 1968) definieras cykelinfrastruktur i två kategorier:
- Cycle lane avser en del av körbanan som är avsedd för cyklar. Den skiljs från resten av körbanan genom längsgående vägmarkeringar.[1]

- Cycle track avser en separat väg eller en del av en väg som är avsedd för cyklar, och som är skyltad som sådan. En sådan är avskild från andra vägar eller andra delar av samma väg genom fysiska avgränsningar.[1]

I Sverige regleras det i förordning (2001:651) om vägtrafikdefinitioner definieras en cykelbana som "en väg eller del av en väg som är avsedd för cykeltrafik och trafik med moped klass II". I Sverige finns också Cykelfält. 

## Historisk bakgrund
Cykelbanor har en lång historia som sträcker sig tillbaka till slutet av 1800-talet, då cykeln blev ett populärt transportmedel. De första dedikerade cykelbanorna uppstod i europeiska städer för att underlätta för cyklister och öka säkerheten. I Sverige tog utvecklingen av cykelbanor fart under mitten av 1900-talet, parallellt med ökande biltrafik och ett ökat behov av säkra cykelvägar. Under de senaste decennierna har intresset för cykelinfrastruktur ökat markant, med fokus på miljöhänsyn och folkhälsa, vilket har lett till omfattande investeringar i cykelbanor i många städer.

## Säkerhet
Cykelbanor syftar till att förbättra säkerheten för cyklister genom att minska risken för konflikter med motorfordon. Enligt Trafikverket är trygghet och säkerhet viktiga faktorer för att fler ska välja cykeln som transportmedel, vilket inkluderar underhåll, belysning och säkra passager.

## Utformning
Cykelbanor kan vara separerade från övrig trafik genom markeringar, fysisk avskiljning eller grönområden. En typisk cykelbana är markerad med skyltar och eventuella vägmarkeringar enligt gällande vägmärkesföreskrifter. I Sverige finns dock inga tvingande regler för utformning av en cykelbana. Eftersom det i Sverige inte finns lagkrav på hur en cykelbana ska utformas, eller skyltas, kan det vara svårt att identifiera dem.  

### Skyltning

Svensk version av påbjuden cykelbana, D4.

En påbjuden cykelbana markeras med påbudsmärke. Enligt Konvention om vägmärken och signaler ska ett påbudsmärke vara runt, med blå botten och vit symbol..

Isländsk version av påbjuden cykelbana.

Österrikisk version av påbjuden cykelbana.

I Sverige är det dock inget krav att en cykelbana ska skyltas för att gälla som cykelbana. Det kan göra det svårt att skilja från andra banor, till exempel en bred trottoar.

## Cykelmyror
Cykelmyror är vita vägmarkeringar i form av en stiliserad cykel som målas på vägbanan för att tydliggöra att det är en cykelbana. Ibland kompletteras dessa med pilar för att indikera körriktning. Symbolerna används för att förbättra cyklisters och andra trafikanters förståelse av vägbanans funktion, men i Sverige har de ingen juridisk betydelse och regleras inte av trafikförordningen. 

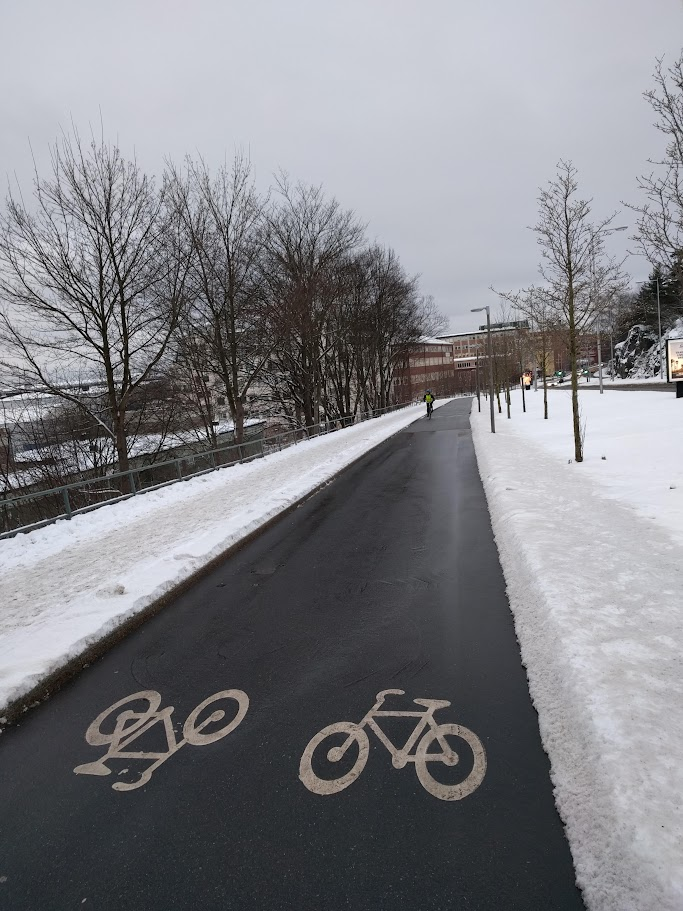
Dubbelriktad cykelbana med cykelmyror

## Cykelbanor i Sverige
Cykelbanor regleras av trafikförordningen (1998:1276) och andra gällande lagar och föreskrifter:
- Cyklande och moped klass II ska använda cykelbanor när sådana finns tillgängliga och om hastighetsbegränsningen på intilliggande väg är över 50 km/h, eller om cyklisten är under 15 år enligt 3 kap. 6 § trafikförordningen.[6] Undantag finns dock om vägbanan är mer lämpad med hänsyn till färdmålets läge.
- Förbud för motorfordon: På cykelbanor är det normalt förbjudet för motorfordon att köra, stanna eller parkera, i enlighet med vägtrafiklagstiftningen.[2]
- Gående: Gående ska i första hand använda gångbana eller vägren, om sådana finns tillgängliga. Om en gångbana eller vägren saknas, får gående använda cykelbanan men ska hålla sig så långt till vänster som möjligt i färdriktningen och ge företräde till cyklister och förare av moped klass II. Vid korsning av cykelbana ska gående anpassa sig så att de inte hindrar cykeltrafiken.[6]

### Perspektiv från SKR och Trafikverket
Sveriges Kommuner och Regioner (SKR) och Trafikverket har olika men kompletterande roller när det gäller cykelbanor. Tillsammans är de väghållare för hela cykelbanenätet i Sverige. 
SKR representerar kommuner och regioner och stödjer dessa i deras arbete med planering, drift och underhåll av lokala och regionala cykelbanor. SKR:s arbete inkluderar vägledning och kunskapsspridning om hur cykelinfrastruktur kan bidra till hållbara transporter och samhällsekonomiska vinster. Kommunerna och regionerna ansvarar för ungefär 1 981 mil cykelbanor i Sverige.
Trafikverket ansvarar för planering och utveckling av cykelbanor på det statliga vägnätet samt för att säkerställa att åtgärder för cykelinfrastruktur inkluderas i nationella och regionala planer. Trafikverket arbetar även med att ta fram standarder och rekommendationer för att säkerställa en hög och jämn kvalitet på cykelvägnätet. Med över 800 mil statliga banor är Trafikverket den största enskilda väghållaren för cykel-infrastruktur i Sverige.
Samverkan: En effektiv cykelinfrastruktur kräver samarbete mellan kommuner, regioner och staten. Trafikverket uppmanar till samordnade åtgärder, exempelvis mellan kollektivtrafik och cykelnät, för att underlätta kombinationsresor.
Samhällsmål: SKR och Trafikverket kopplar cykelplanering till nationella och globala mål, såsom Agenda 2030 och Sveriges klimatmål för transportsektorn, vilka syftar till att minska utsläppen med 70 % till 2030.

## Cykelbanor i Nederländerna
Nederländerna är känt för sitt omfattande nätverk av cykelbanor, som blev en prioritet under 1970-talet på grund av energikriser och miljöproblem. En viktig drivkraft var kampanjen "Stop de Kindermoord", som uppstod efter att cirka 450 barn omkommit i trafiken 1972. Rörelsen mobiliserade tusentals människor i protest mot biltrafikens faror och krävde säkra vägar för cyklister.
Kampanjens påtryckningar ledde till stora reformer, där regeringen började bygga separata cykelbanor och förbättra säkerheten i trafiken. Dessa förändringar har gjort Nederländerna till en förebild för cykelvänlig infrastruktur och hållbara transporter.
Cykelbanorna i Nederländerna är designade för att maximera säkerhet, komfort och effektivitet. Några kännetecken inkluderar:
- Banor separerade från biltrafik: Dessa minskar konflikter mellan cyklister och motorfordon.
- Cykelsnabbleder (bicycle highways): Långa, raka och snabba rutter designade för pendeltrafik.[10]
- Cykelvänliga korsningar: Utformade för att minska olycksrisker, särskilt vid möten med motorfordon.

För att främja cykling och minska klimatpåverkan har nederländska städer som Amsterdam och Utrecht investerat kraftigt i cykelinfrastruktur. Enligt CROW Design Manual for Bicycle Traffic är infrastrukturen i Nederländerna ett föredöme globalt för sitt fokus på säkerhet, direkta rutter och attraktivitet.

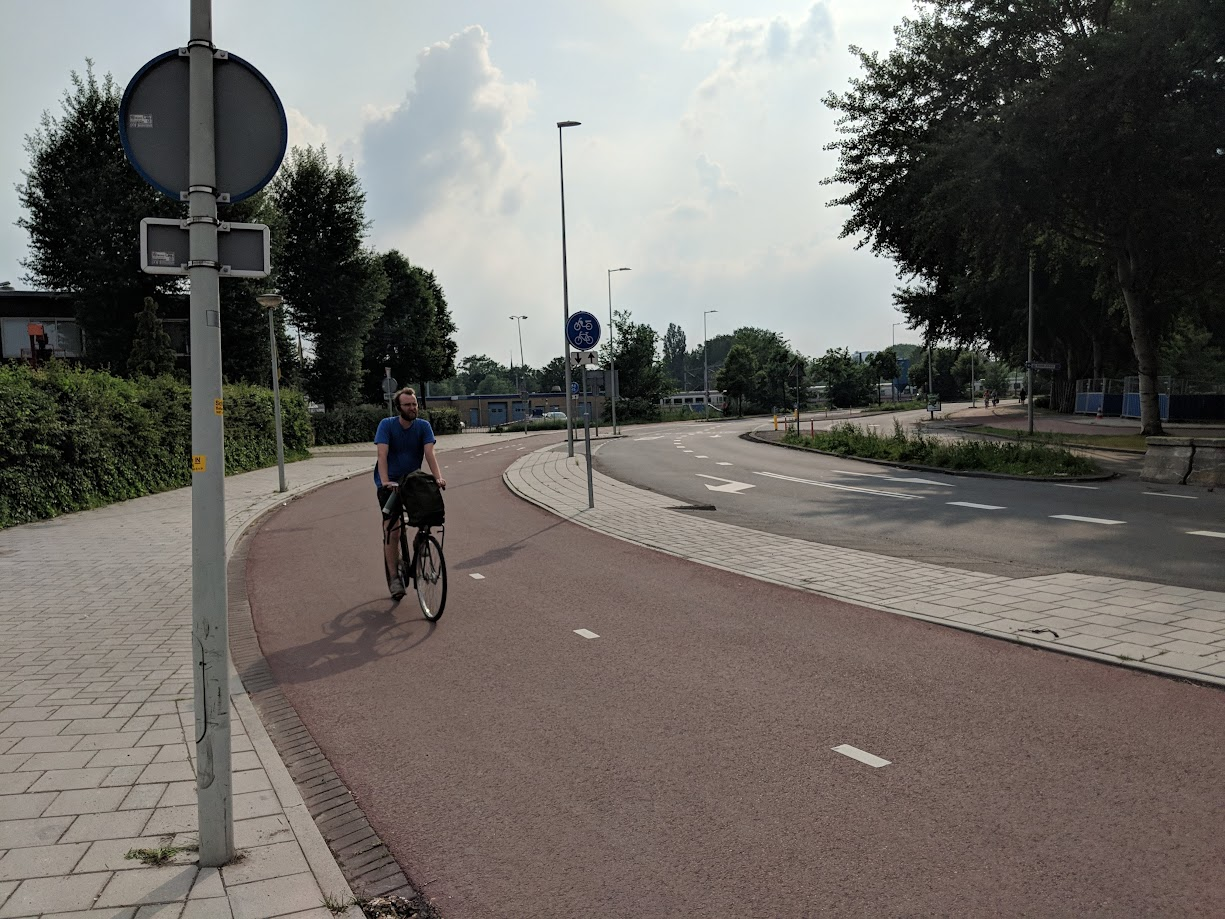
Cykelbana i Amsterdam,Nederländerna